# Stazione di Francoforte sull'Oder
La stazione di Francoforte sull'Oder (in tedesco Frankfurt (Oder)) è la stazione ferroviaria che serve la città tedesca di Francoforte sull'Oder.
È posta sulla linea Berlino-Guben (ex Niederschlesische-Märkische Eisenbahn) ed è punto d'origine delle linee per Eberswalde, per Grunow e Francoforte-Poznań (quest'ultima internazionale verso la Polonia). In passato era anche origine di un'ulteriore linea, per Küstrin-Kietz.

## Storia
La stazione venne attivata all'esercizio il 23 ottobre 1842, giorno dell'apertura della linea da Berlino a Francoforte, esercita dalla società Berlin-Frankfurter Eisenbahn. Per l'utenza venne eretto un fabbricato viaggiatori in stile neoclassico, analogo a quelli delle stazioni di Görlitz e di Kohlfurt.
Nel 1845 la società ferroviaria venne inglobata nella Niederschlesische-Märkische Eisenbahn, che iniziò a costruire la linea verso la Bassa Slesia. Francoforte rimase capolinea fino all'anno successivo, quando venne aperto il successivo tronco ferroviario fino a Bunzlau. Nel 1856-57, a causa del progressivo aumento del traffico che aveva reso insufficienti gli impianti di Berlino e di Breslavia, la stazione venne dotata di un deposito locomotive con officina.
Il 12 ottobre 1857 Francoforte divenne capolinea della ferrovia per Küstrin, seguita nel 1870 da quella per Posen, nel 1876 da quella per Cottbus e, infine, nel 1877 da quella per Werbig e Wriezen.
Dopo la prima guerra mondiale il fabbricato viaggiatori originario venne sostituito da un nuovo edificio in stile eclettico.

## Movimento

### Trasporto regionale
La stazione è servita dalla linea RegioExpress RE 1 e dalle linee regionali RB 11, RB 36, RB 90 e RB 91.